# Батолит

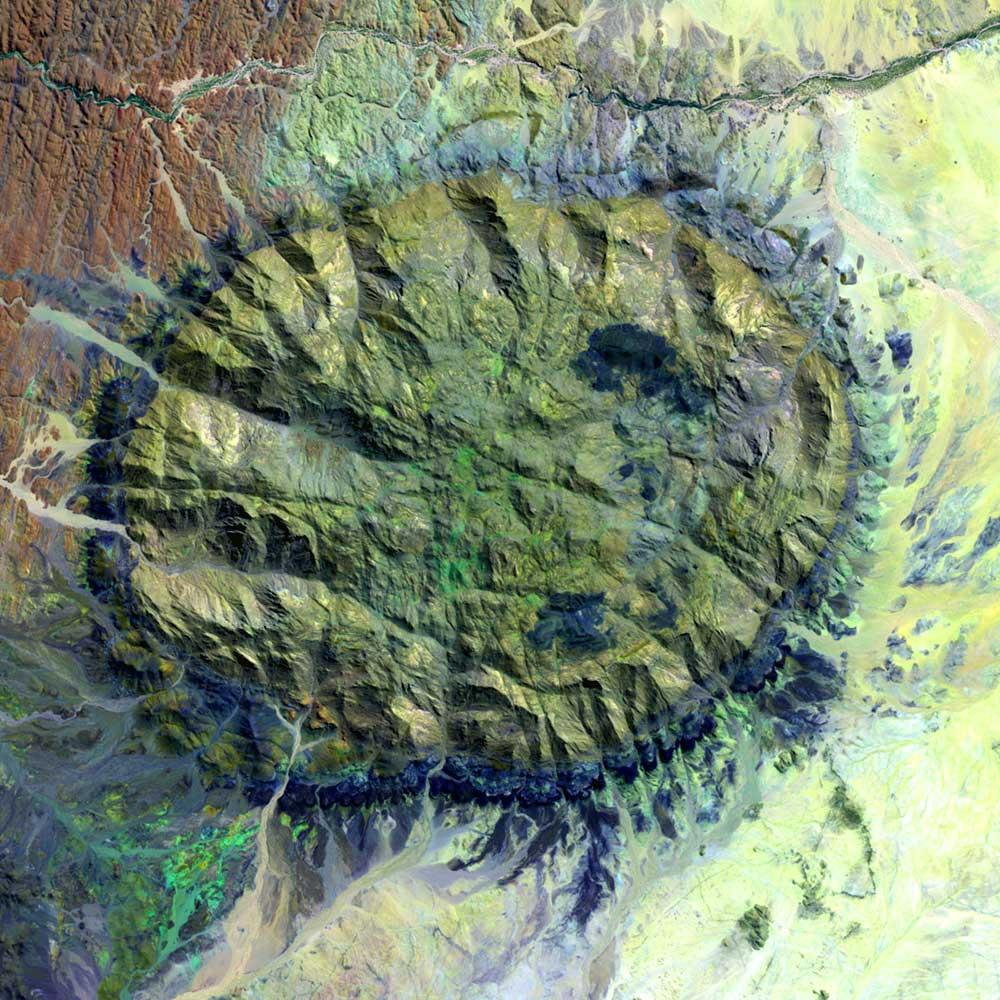
Батолит из космоса

Батолит — крупный массив интрузивной магматической породы (также называемой плутонической породой) площадью более 100 км², которая образуется из остывшей магмы глубоко в земной коре. Форма в плане обычно удлинённая, иногда изометричная. Часто батолиты имеют площадь, измеряемую десятками тысяч квадратных километров. Например, Андский батолит имеет длину 1200 км при ширине 100 км. Почти всегда они состоят в основном из кислых или промежуточных пород, таких как гранит, кварцевый монцонит или диорит.

## Описание
Слово батолит происходит от др.-греч. βάθος — «глубина» и λίθος — «камень». Так называли батолиты, так как считали их бездонными — уходящими вглубь земной коры на неопределённое расстояние. Однако с появлением геофизических методов исследования было установлено, что мощность батолитов составляет 3—15 км. Таким образом, батолиты имеют форму гигантской линзы.
По глубине формирования относятся к классу абиссальных интрузий. Основная фаза внедрения в батолитах представлена интрузивными породами кислого или среднего состава — гранитами, гранодиоритами, диоритами. Однако, с гранитоидными батолитами часто связаны интрузии габброидов и дайки лампрофиров.
Наиболее крупные гранитные батолиты формируются в коллизионных зонах и на активных континентальных окраинах. Батолиты, преимущественно диоритового состава обнаружены в корневых частях глубоко эродированных островных дуг.

## Примеры крупнейших батолитов
- Андский батолит
- Ангаро-Витимский батолит
- Зерендинский батолит
- Батолит Сьерра Невада[англ.]